# معمل الفنون القتالية المختلطة
معمل الفنون القتالية المختلطة (بالإنجليزية: The MMA Lab)‏ هي صالة ألعاب رياضية للفنون القتالية المختلطة ومقرها غلانديل، أريزونا. أخرجت الصالة اثنين من أبطال يو إف سي، بونسون هاندرسون (بطل يو إف سي للوزن الخفيف السابق) وشون أومالي (بطل وزن الديك الحالي في يو إف سي).